# Ніязимбетов Болат Кенесбекович
Болат Кенесбекович Ніязимбетов (каз. Болат Кеңесбекұлы Ниязымбетов, нар. 19 вересня 1972) — казахський боксер-любитель, бронзовий призер Олімпійських ігор 1996 року, чемпіон Азії та призер Азійських ігор. Заслужений майстер спорту Казахстану з боксу.

## Любительська кар'єра
На чемпіонаті Азії 1994 переміг чотирьох суперників і став чемпіоном.
На Кубку світу 1994 здобув три перемоги, а у півфіналі програв Октай Уркал (Німеччина).
На Азійських іграх 1994 програв у півфіналі Усману Уллах Хану (Пакистан).
 Чемпіонат світу 1995 
- 1/16 фіналу. Переміг Хосіна Солтані (Алжир) — 6-2
- 1/8 фіналу. Переміг Естефандіара Мохаммеді (Іран) — 9-2
- 1/4 фіналу. Програв Нурхану Сулейманоглу (Туреччина) — 4-9

На чемпіонаті Азії 1995 переміг чотирьох суперників, серед яких Рейнальдо Галідо (Філіппіни) у фіналі, і став чемпіоном.
 Олімпійські ігри 1996 
- 1/16 фіналу. Переміг Карлоса Мартінеса (Мексика) — 25-3
- 1/8 фіналу. Переміг Девіса Мвале (Замбія) — 11-3
- 1/4 фіналу. Переміг Бабака Мохімі (Іран) — 13-8
- 1/2 фіналу. Програв Ектору Віненту (Куба) — 6-23